# Gomburza

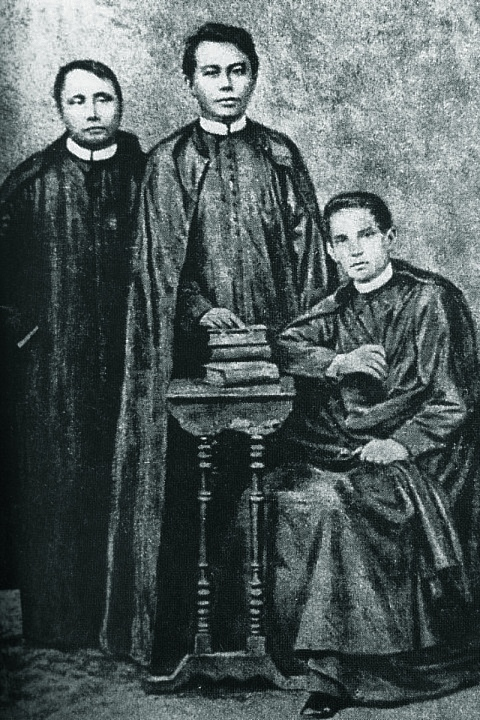
Al centro: Padre Mariano Gómez. A la izquierda: fray Jacinto Zamora. A la derecha: padre José Apolonio Burgos.

Gomburza es el nombre popular que recibieron y aún hoy reciben las tres figuras históricas de los padres Mariano Gómez, José Apolonio Burgos, y Jacinto Zamora, tres sacerdotes filipinos que fueron ejecutados el 17 de febrero de 1872 por las autoridades coloniales españolas. El nombre es un compuesto a partir de las siglas de los sacerdotes: Gom-Bur-Za.
Tras el Motín de Cavite de 1872, los tres clérigos fueron acusados de subversión y de incitar a la revuelta. Los sacerdotes publicaban artículos en un periódico llamado La Verdad donde criticaban abiertamente y con dureza al régimen colonial. Ello hizo que muchos los creyeran radicales y sirvió también para que el régimen los acusara de sediciosos, los juzgara y los condenara.
Sus presuntos delitos incluían traición y sedición por ser los supuestos cerebros de la insurrección de los indios (filipinos nativos) que trabajaban en el arsenal de Cavite. Además, según el tribunal militar español, se creía que habían formado parte de un movimiento clandestino destinado a derrocar al gobierno español, lo que los convertía en una amenaza para el clero español.

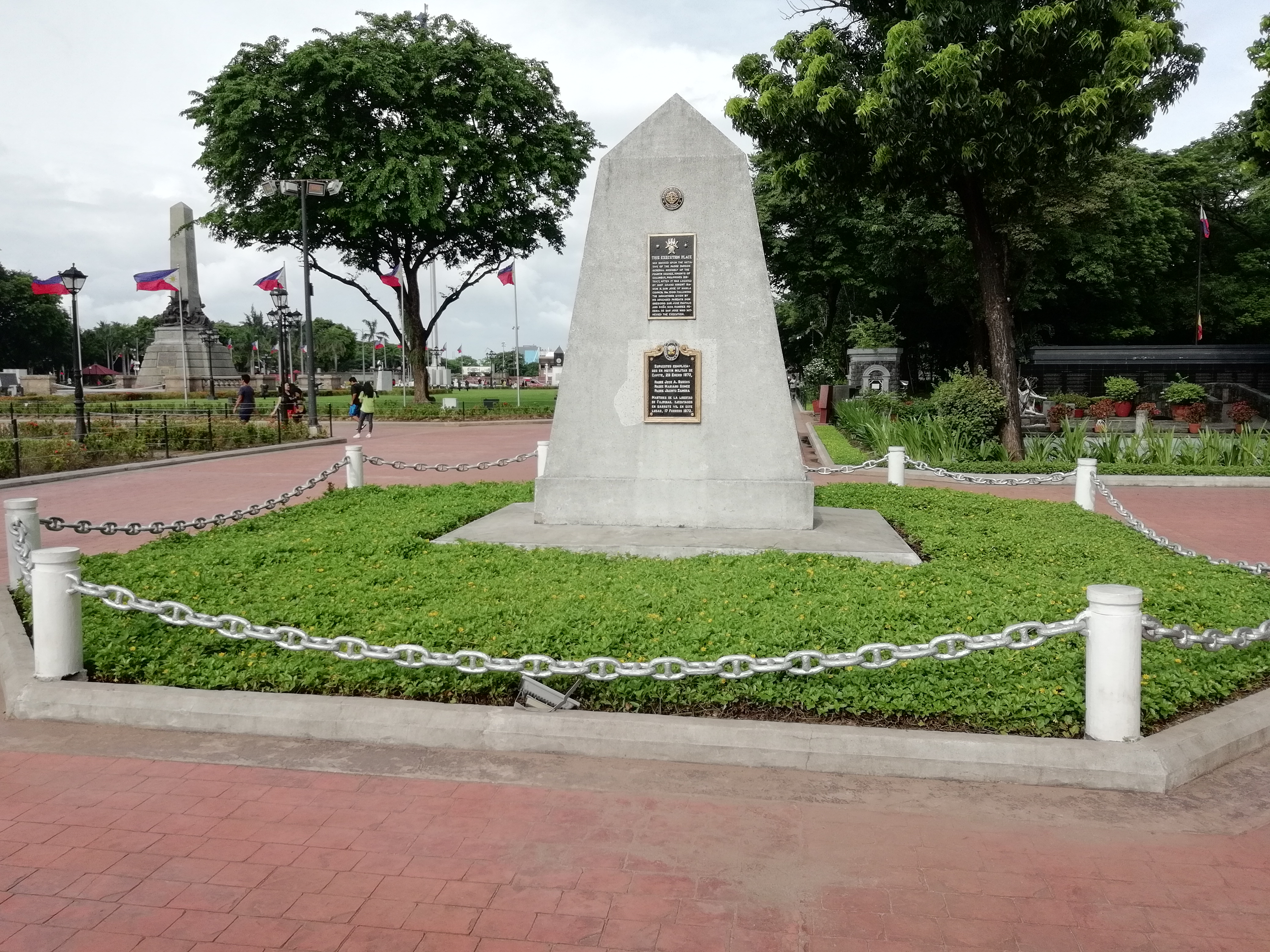
Monumento que marca el lugar de ejecución de Gomburza en Rizal Park, Manila

Fueron ejecutados públicamente en Bagumbayan (Luzón) mediante garrote debido a acusaciones falsas formuladas contra ellos por las autoridades españolas.
De acuerdo con el trato a los enemigos del Estado, los cadáveres de los tres sacerdotes filipinos fueron llevados clandestinamente al Cementerio General de Dilao y arrojados en una tumba común sin nombre.

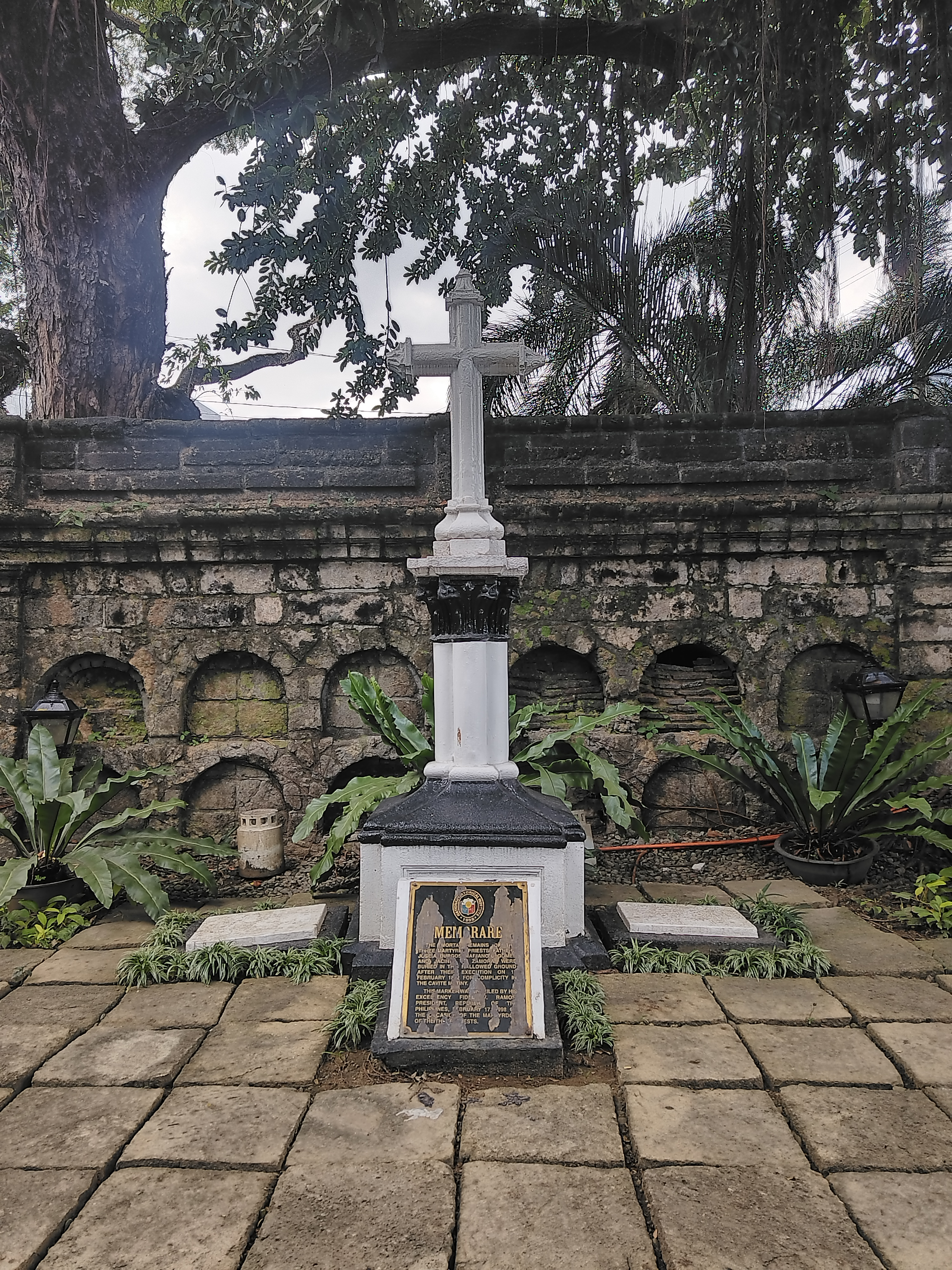
Tumba de Gomburza en Paco Park

Su ejecución injusta tuvo un profundo efecto en muchos filipinos, y marcó especialmente a José Rizal, el héroe nacional, que llegó a dedicarles una novela (El filibusterismo) en la que denunciaba la falsedad e irregularidad de su juicio. El hecho intensificó el sentimiento nacionalista de los filipinos y a la larga contribuyó al avance de la descolonización y del movimiento independentista.

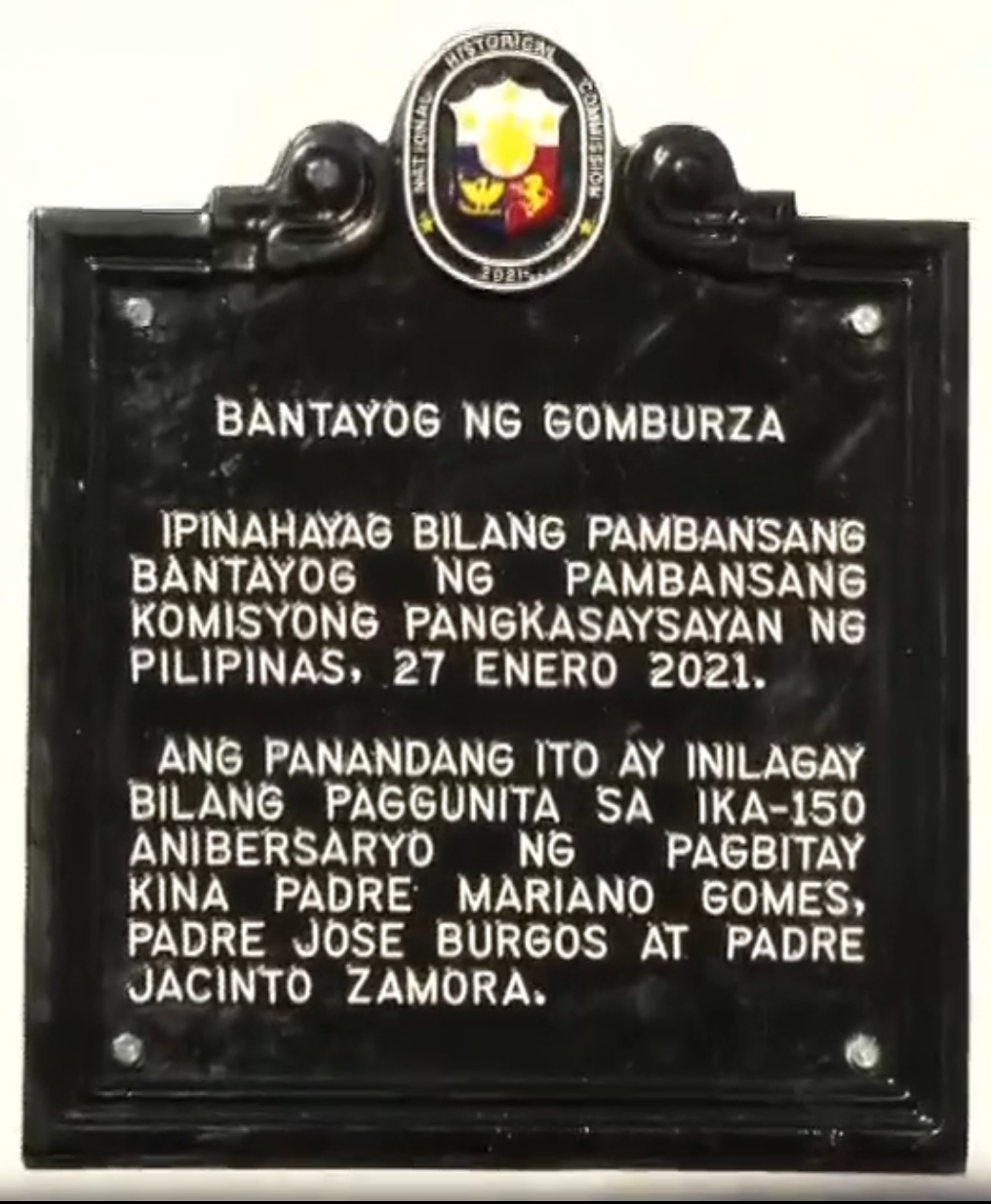
Marcador histórico